# VfR Kaiserslautern
VfR Kaiserslautern – niemiecki klub piłkarski, grający obecnie w Bezirksklasse Westpfalz-Nord (odpowiednik dziewiątej ligi), mający siedzibę w mieście Kaiserslautern, leżącym w Nadrenii-Palatynacie. W latach 1953–1955 w klubie grał Ernest Wilimowski.

## Historia
- 1883 - został założony jako MTV Kaiserslautern
- 1906 - założenie w klubie sekcji piłkarskiej jako FC Bayern 1906 Kaiserslautern
- 1908 - odłączenie się od klubu FC Bayern 1906 Kaiserslautern
- 1920 - połączył się z SpVgg 1910 Kaiserslautern tworząc VfR Kaiserslautern

## Sukcesy
- 12 sezonów w Oberlidze Südwest (1. poziom): 1949/50-1957/58, 1959/60 i 1961/62-62/63.
- 2 sezony w 2. Oberlidze Südwest (2. poziom): 1958/59 i 1960/61.
- 2 sezony w Regionallidze Südwest (2. poziom): 1963/64-1964/65.
- 10 sezonów w Amateurlidze Südwest (3. poziom): 1965/66-1974/75.
- 4 sezony w Verbandslidze Südwest (4. poziom): 1979/80-1980/81 i 1982/83-1983/84.
- mistrz 2. Oberliga Südwest (2. poziom): 1959 i 1961 (awanse do Oberligi Südwest)
- mistrz Amateurliga Südwest (3. poziom): 1966 (przegrywa baraże o awans do Regionalligi Südwest)
- mistrz Bezirksliga Rheinhessen (5. poziom): 1979 i 1982 (awanse do Verbandsligi Südwest)